# Vojtech Holesch
Vojtech Holesch (Banská Bystrica, 21 gennaio 1892 – Bratislava, 27 agosto 1938) è stato un architetto slovacco esponente del funzionalismo.

## Biografia
Figlio del museologo Štefan Holesch, studiò architettura all'università tecnica di Budapest. Compì viaggi in tutti i continenti e collaborò con Ladislav Hudec a Shanghai. Tornò in Slovacchia alla fine degli anni 1920 e si stabilì a Bratislava. Fu autore di progetti per condomini e di interni. La sua opera più importante è il Palazzo di giustizia di Bratislava, progettato insieme con Alexander Skutecký. Notevole anche la villa dell'ingegner Bartošek, non lontana dal Castello di Bratislava.

## Opere principali

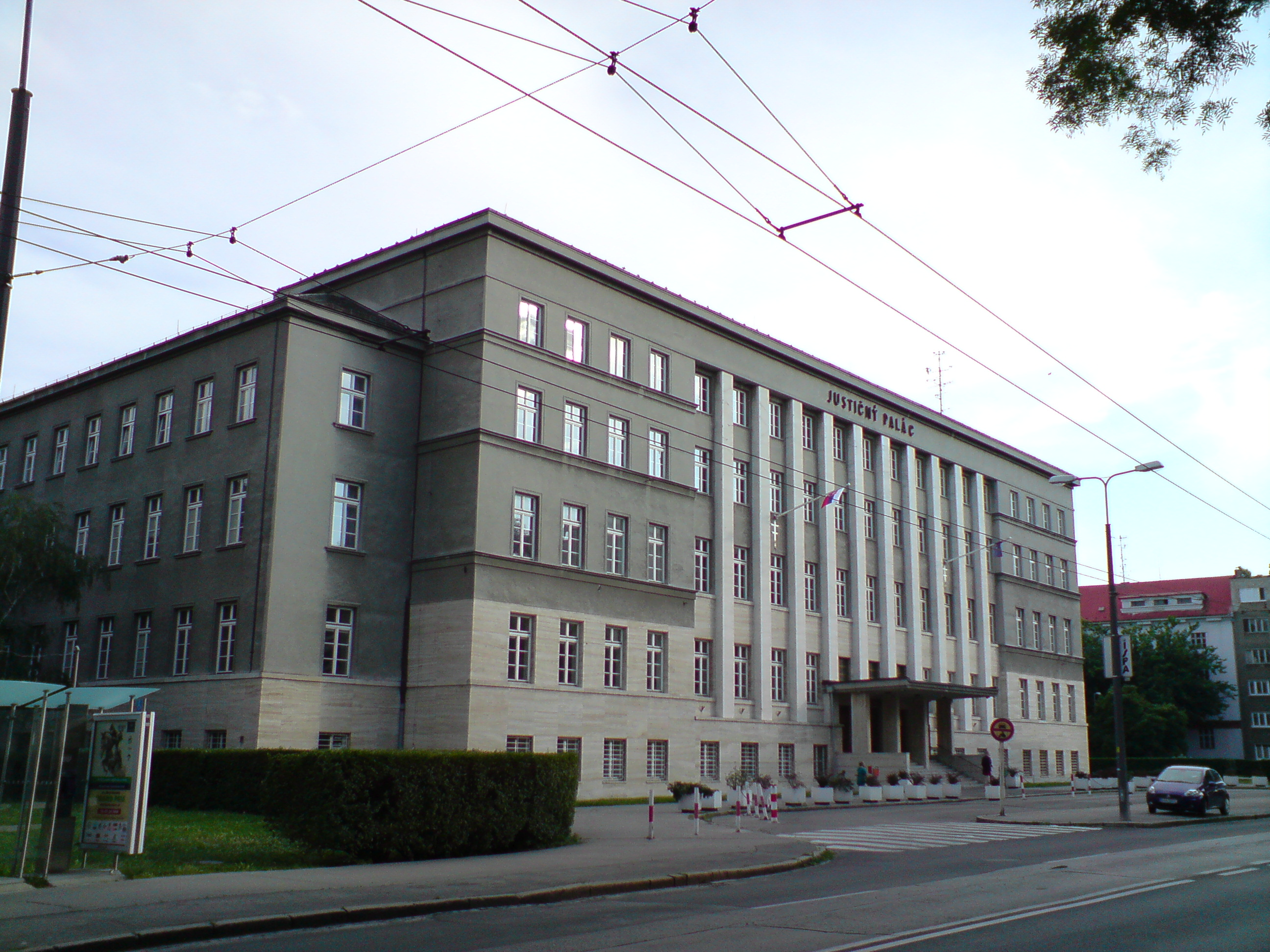
Il Palazzo di giustizia di Bratislava.

- Palazzo di giustizia di Bratislava, 1937 (con Alexander Skutecký)
- Casa di Panenská ulica, Bratislava, anni 1930, (con Christian Ludwig)
- Progetto per un concorso per un ospizio, Bratislava (con Alexander Skutecký)
- Villa dell'ingegner Bartošek, Bratislava, 1933